# Myrina fille de Teucros
Pour les articles homonymes, voir Myrina.
Dans la mythologie grecque, Myrina ou Myrine (en grec ancien Μύρινα / Múrina) est la fille de Teucros (premier roi de Troade) et l'épouse de Dardanos.
Elle n'est mentionnée que dans une scholie à l’Iliade d'Eustathe de Thessalonique, où elle semble confondue avec Batia. Homère mentionne en effet la tombe d'une « Myrina » en Troade. Alors que la plupart des commentateurs l'identifient à celle de Myrina l'Amazone,, Eustathe livre une autre version.